# Coppa FIRA 1984-1985
La Coppa FIRA 1984-85 (in francese Trophée européen FIRA 1984-85), anche Coppa Europa 1983-84, fu il 25º campionato europeo di rugby a 15 organizzato dalla FIRA.
Si tenne dal 6 ottobre 1984 al 31 maggio 1985 tra 6 squadre che si affrontarono con la formula del girone unico.
Per la ventesima volta la vittoria arrise alla Francia che si aggiudicò il torneo a punteggio pieno; in coda, originariamente la FIRA aveva stabilito di abbassare a cinque le squadre di prima divisione e decretato due retrocessioni alla luce della biennalizzazione della competizione a partire dalla stagione successiva.
Tuttavia, dopo la fine del torneo, la FIRA decise di mantenere la formula a sei squadre e, invece di decretare la retrocessione della Tunisia ultima in classifica a zero vittore, dispose uno spareggio in Francia in campo neutro contro la penultima arrivata, la Spagna la quale, benché in corso di competizione vittoriosa sulla formazione nordafricana, nello spareggio perse con il punteggio di 12 a 9 che garantì la permanenza in massima divisione dei nordafricani.
A rimpiazzare la Spagna furono i vicini iberici del Portogallo, mentre la terza divisione fu appannaggio dei Paesi Bassi; non vi furono retrocessioni tra le due categorie inferiori per innalzamento della seconda divisione a 5 squadre.

## Squadre partecipanti
| 1ª divisione     | 2ª divisione   | 3ª divisione   |
| ---------------- | -------------- | -------------- |
| Francia          | Cecoslovacchia | Belgio         |
| Italia           | Marocco        | Germania Ovest |
| Romania          | Polonia        | Paesi Bassi    |
| Spagna           | Portogallo     | Svizzera       |
| Tunisia          |                |                |
| Unione Sovietica |                |                |

## 1ª divisione
| Data       | Incontro                      | Risultato | Sede          |
| ---------- | ----------------------------- | --------- | ------------- |
| 6-10-1984  | Tunisia ― Francia XV          | 6-25      | Tunisi        |
| 20-10-1984 | Tunisia ― Italia              | 6-20      | Monastir      |
| 10-11-1984 | Romania ― Francia             | 3-18      | Bucarest      |
| 17-11-1984 | Tunisia ― Spagna              | 15-17     | Sfax          |
| 18-11-1984 | Italia ― Unione Sovietica     | 13-12     | L'Aquila      |
| 16-12-1984 | Spagna ― Romania              | 19-33     | Madrid        |
| 17-2-1985  | Francia XV ― Spagna           | 34-6      | Saint-Gaudens |
| 3-3-1985   | Italia ― Francia XV           | 9-22      | Treviso       |
| 14-4-1985  | Romania ― Italia              | 7-6       | Brașov        |
| 1-5-1985   | Spagna ― Unione Sovietica     | 9-15      | Siviglia      |
| 5-5-1985   | Romania ― Tunisia             | 36-3      | Bârlad        |
| 12-5-1985  | Unione Sovietica ― Tunisia    | 35-9      | Kiev          |
| 18-5-1985  | Italia ― Spagna               | 22-13     | Mantova       |
| 19-5-1985  | Francia XV ― Unione Sovietica | 36-21     | Tulle         |
| 31-5-1985  | Unione Sovietica ― Romania    | 14-6      | Kiev          |

|  | Classifica       | G | V | N | P | PF  | PS  | P±  | PT |
|  | ---------------- | - | - | - | - | --- | --- | --- | -- |
|  | Francia          | 5 | 5 | 0 | 0 | 135 | 45  | +90 | 15 |
|  | Romania          | 5 | 3 | 0 | 2 | 85  | 60  | +25 | 11 |
|  | Unione Sovietica | 5 | 3 | 0 | 2 | 97  | 73  | +24 | 11 |
|  | Italia           | 5 | 3 | 0 | 2 | 70  | 60  | +10 | 11 |
|  | Spagna           | 5 | 1 | 0 | 4 | 64  | 119 | -55 | 7  |
|  | Tunisia          | 5 | 0 | 0 | 5 | 39  | 127 | -88 | 7  |

### Spareggio per il 5º posto
| Arbitro: | Yche |

|                |      |                       |
|                | mt   | 49’ Bou Ali           |
|                | tr   | 49’ B. Boughanmi      |
| Núñez 35’      | c.p. | 30’, 40’ B. Boughanmi |
| Núñez 10’, 63’ | drop |                       |

## 2ª divisione
| Data       | Incontro                    | Risultato | Sede       |
| ---------- | --------------------------- | --------- | ---------- |
| 13-10-1984 | Cecoslovacchia ― Polonia    | 4-3       | Havířov    |
| 17-3-1985  | Marocco ― Portogallo        | 6-12      | Rabat      |
| 14-4-1985  | Polonia ― Marocco           | 28-6      | Sochaczew  |
| 18-4-1985  | Portogallo ― Cecoslovacchia | 18-0      | Lisbona    |
| 21-4-1985  | Marocco ― Cecoslovacchia    | 6-22      | Casablanca |
| 28-4-1985  | Portogallo ― Polonia        | 14-0      | Lisbona    |

|  | Classifica     | G | V | N | P | PF | PS | P±  | PT |
|  | -------------- | - | - | - | - | -- | -- | --- | -- |
|  | Portogallo     | 3 | 3 | 0 | 0 | 44 | 6  | +38 | 9  |
|  | Cecoslovacchia | 3 | 2 | 0 | 1 | 26 | 27 | -1  | 7  |
|  | Polonia        | 3 | 1 | 0 | 2 | 31 | 24 | +7  | 5  |
|  | Marocco        | 3 | 0 | 0 | 3 | 18 | 62 | -44 | 3  |

## 3ª divisione
| Data       | Incontro                     | Risultato | Sede       |
| ---------- | ---------------------------- | --------- | ---------- |
| 14-10-1984 | Paesi Bassi ― Svezia         | 27-3      | Hilversum  |
| 16-10-1984 | Belgio ― Svezia              | 19-3      | Bruxelles  |
| 4-11-1984  | Germania Ovest ― Paesi Bassi | 10-23     | Hannover   |
| 8-12-1984  | Belgio ― Germania Ovest      | 14-12     | Arlon      |
| 24-3-1985  | Paesi Bassi ― Belgio         | 15-3      | Amsterdam  |
| 4-5-1985   | Svezia ― Germania Ovest      | 6-18      | Karlskrona |

|  | Classifica     | G | V | N | P | PF | PS | P±  | PT |
|  | -------------- | - | - | - | - | -- | -- | --- | -- |
|  | Paesi Bassi    | 3 | 3 | 0 | 0 | 65 | 16 | +49 | 9  |
|  | Belgio         | 3 | 2 | 0 | 1 | 36 | 30 | +6  | 7  |
|  | Germania Ovest | 3 | 1 | 0 | 2 | 40 | 43 | -3  | 5  |
|  | Svezia         | 3 | 0 | 0 | 3 | 12 | 64 | -52 | 3  |